# Theo Grandy
Theo Grandy (* 7. Oktober 1919 in Elchingen; † 31. Oktober 1987) war ein deutscher Journalist. Er war von 1955 bis 1957  Intendant des Berliner Rundfunks  und von 1957 bis 1961 Chefredakteur der SED-Zeitung „Berliner Zeitung“ in der DDR.

## Leben
Grandy, Sohn eines Stellmachermeisters, besuchte von 1925 bis 1931 die Volksschule und von 1931 bis 1933 das Gymnasium in Rottenburg am Neckar. 1932/33 war er Mitglied des katholischen Jugendverbandes Bund Neudeutschland. Von 1934 bis 1937 erhielt er eine Ausbildung zum Elektroinstallateur und war anschließend in Bopfingen im Beruf tätig. Im Jahr 1938 wurde er zunächst zum Reichsarbeitsdienst, dann zur Wehrmacht eingezogen. Er war Funker in einem Luftnachrichtenregiment und wurde während des Zweiten Weltkriegs als Kampfflieger eingesetzt. Als Unteroffizier geriet er 1941 in sowjetische Kriegsgefangenschaft. 1942/43 besuchte er die 2. Antifa-Schule in Oranki unter Rudolf Lindau. Er trat 1943 dem Nationalkomitee Freies Deutschland (NKFD) bei und leistete ab 1944 Presse- und Rundfunkarbeit für das NKFD in Moskau.
Im Dezember 1945 kehrte er nach Deutschland zurück und wurde Redakteur der „Deutschen  Volkszeitung“ in Berlin. Er trat 1946 in die Sozialistische Einheitspartei Deutschlands (SED) ein. Von 1946 bis 1950 arbeitete er als Redakteur beim Zentralorgan der SED „Neues Deutschland“. Von 1950 bis 1952 war er stellvertretender bzw. Chefredakteur der „Landes-Zeitung“ in Schwerin. Von 1951 bis 1954 absolvierte er ein Fernstudium an der Parteihochschule „Karl Marx“. Grandy wurde 1952 Chefredakteur der „Ostsee-Zeitung“. Er war Mitglied der SED-Landesleitung Mecklenburg. 1953 war er kurzzeitig Chefredakteur im Ministerium des Innern der DDR, bei der DEFA Berlin und der „BZ am Abend“. Von 1953 bis 1955 war er schließlich stellvertretender Chefredakteur der „Täglichen Rundschau“. Von 1955 bis 1957 fungierte er als Intendant des Berliner Rundfunks und war 1956 Mitglied des Kollegiums des Staatlichen Rundfunkkomitees. Von 3. Dezember 1957 bis 19. Dezember 1961 wirkte er als Chefredakteur der „Berliner Zeitung“ (Nachfolger von Erich Henschke). Er wurde wegen angeblich „unmoralischen“ Verhaltens abberufen. Grandy war von 1958 bis 1961 Mitglied der SED-Bezirksleitung Berlin. Später arbeitete er als Redakteur der Zeitschrift „humanitas“. 
Grandy starb im Alter von 68 Jahren und wurde in der VdN-Anlage des Zentralfriedhofes Berlin-Friedrichsfelde beigesetzt.

## Auszeichnungen
- 1955  Vaterländischer Verdienstorden in Bronze
- 1985 Medaille „40. Jahrestag des Sieges im Großen Vaterländischen Krieg 1941–1945“[3]